# Limésy
Limésy est une commune française située dans le département de la Seine-Maritime, en région Normandie.

## Géographie
|                   | Saussay | Émanville           |
| Cideville         | Limésy  | Sainte-Austreberthe |
| Mesnil-Panneville | Pavilly |                     |

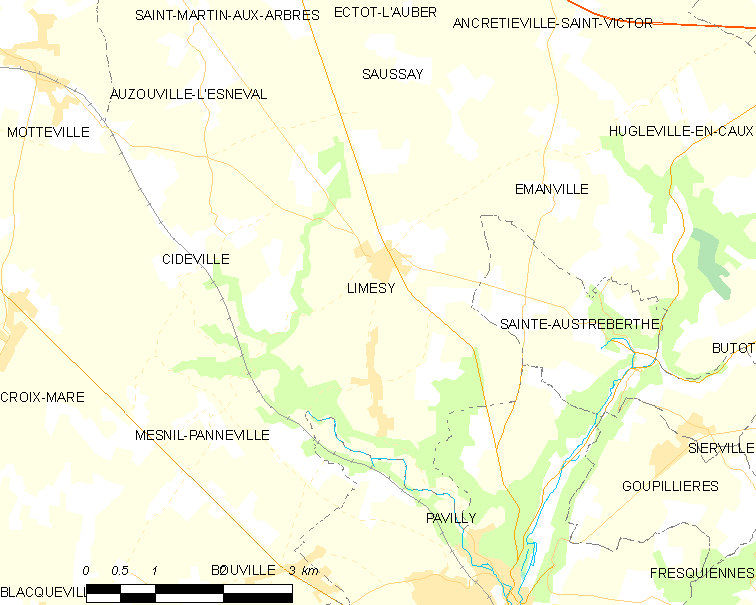
Carte de la commune.
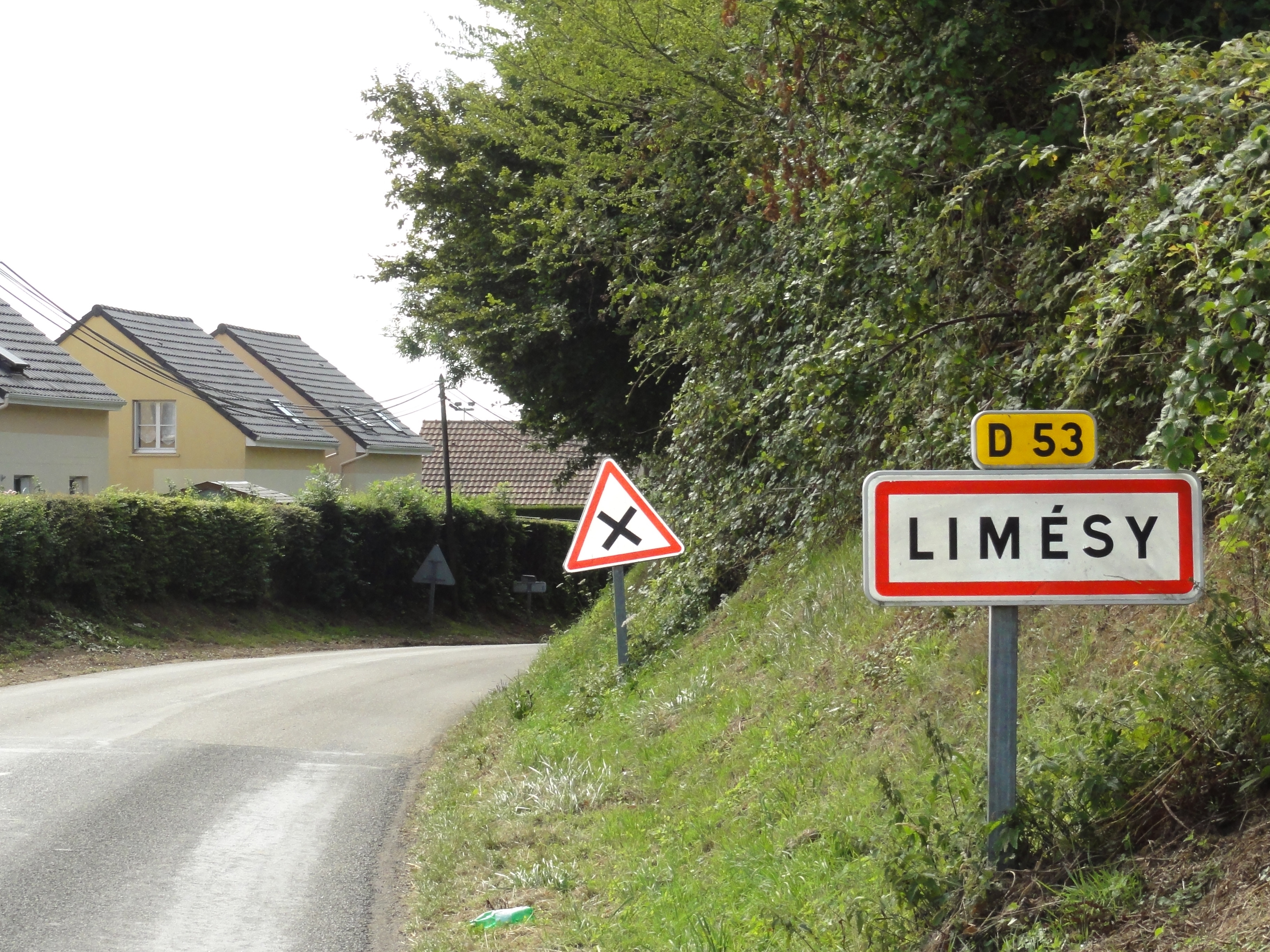
Entrée de Limésy.
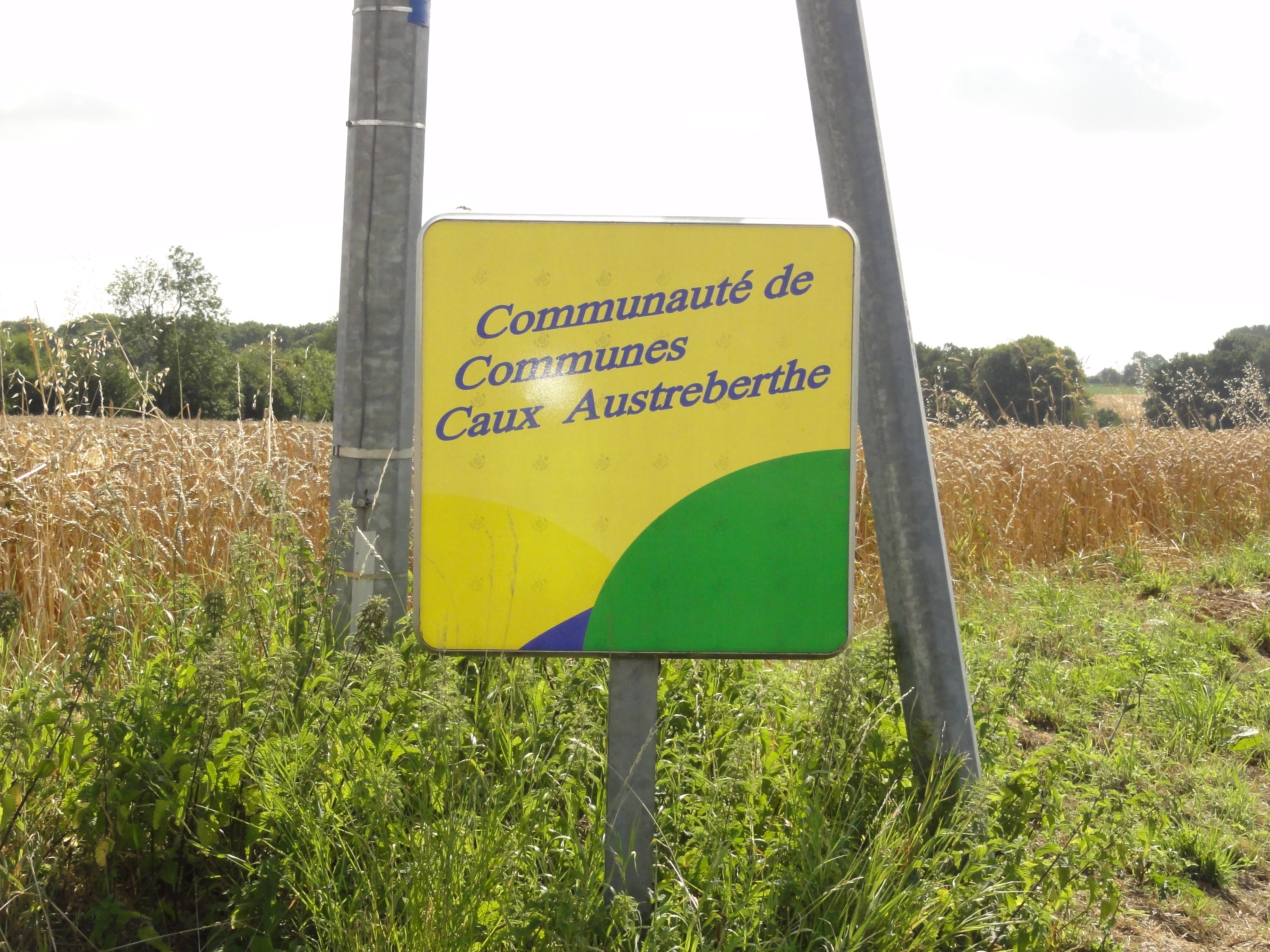
plaque communauté de communes Caux Austreberthe.
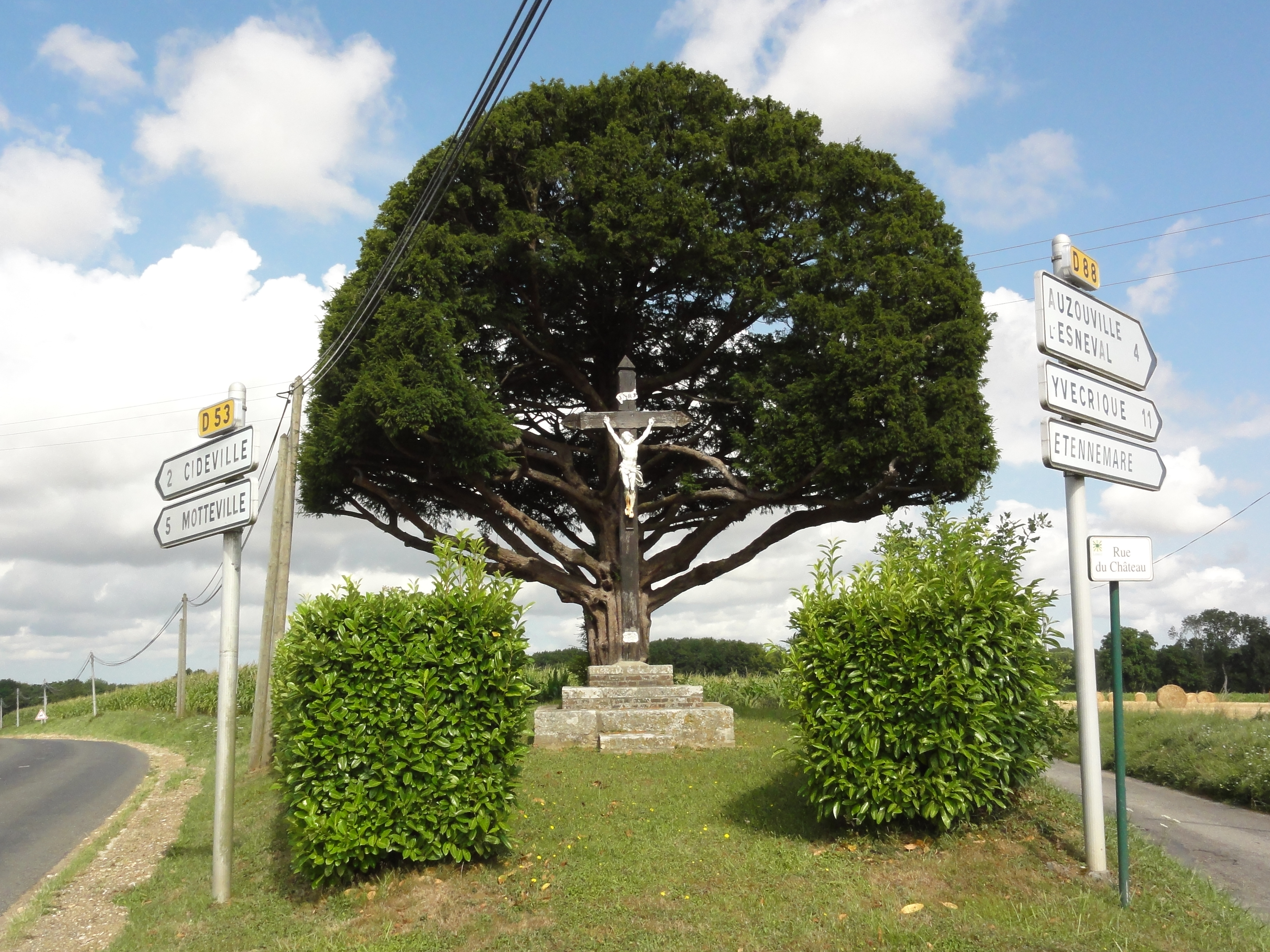
Le calvaire, D53-D88.

### Hydrographie
La commune est située dans le bassin Seine-Normandie. Elle est drainée par la Saffimbec et  et un autre petit cours d'eau,.
Un plan d'eau complète le réseau hydrographique : la mare Noblet (0,08 ha),.

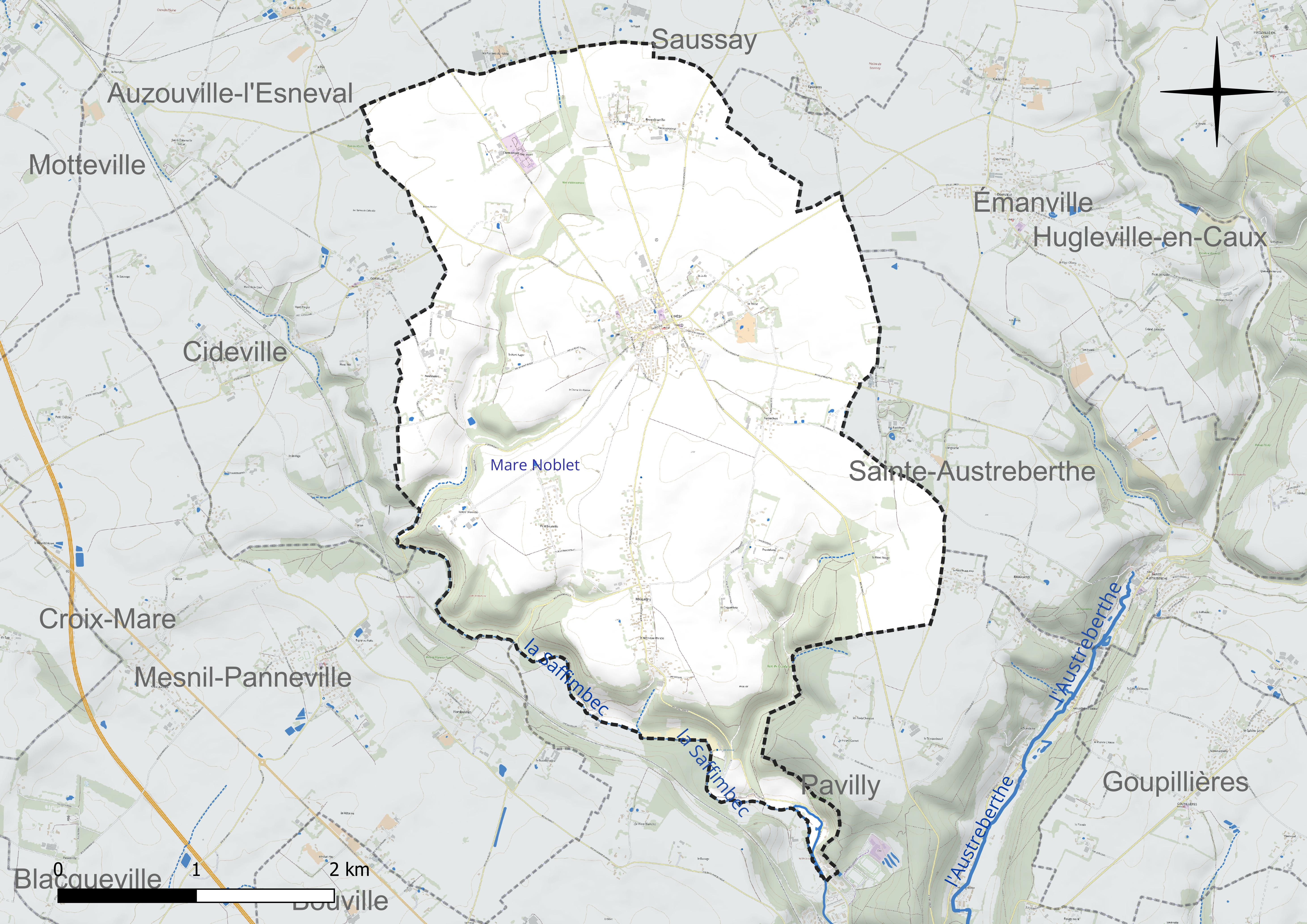
Réseau hydrographique de Limésy.

### Climat
Pour des articles plus généraux, voir Climat de la Normandie et Climat de la Seine-Maritime.
En 2010, le climat de la commune est de type climat océanique altéré, selon une étude du CNRS s'appuyant sur une série de données couvrant la période 1971-2000. En 2020, Météo-France publie une typologie des climats de la France métropolitaine dans laquelle la commune est exposée à un climat océanique et est dans la région climatique Côtes de la Manche orientale, caractérisée par un faible ensoleillement (1 550 h/an) ; forte humidité de l’air (plus de 20 h/jour avec humidité relative > 80 % en hiver), vents forts fréquents. Parallèlement le GIEC normand, un groupe régional d’experts sur le climat, différencie quant à lui, dans une étude de 2020, trois grands types de climats pour la région Normandie, nuancés à une échelle plus fine par les facteurs géographiques locaux. La commune est, selon ce zonage, exposée à un « climat maritime », correspondant au Pays de Caux, frais, humide et pluvieux, légèrement plus frais que dans le Cotentin.
Pour la période 1971-2000, la température annuelle moyenne est de 10,2 °C, avec une amplitude thermique annuelle de 14,1 °C. Le cumul annuel moyen de précipitations est de 924 mm, avec 13,8 jours de précipitations en janvier et 8,8 jours en juillet. Pour la période 1991-2020, la température moyenne annuelle observée sur la station météorologique la plus proche, située sur la commune d'Ectot-lès-Baons à 9 km à vol d'oiseau, est de 10,8 °C et le cumul annuel moyen de précipitations est de 905,5 mm,. Pour l'avenir, les paramètres climatiques de la commune estimés pour 2050 selon différents scénarios d’émission de gaz à effet de serre sont consultables sur un site dédié publié par Météo-France en novembre 2022.

## Urbanisme

### Typologie
Au 1er janvier 2024, Limésy est catégorisée commune rurale à habitat dispersé, selon la nouvelle grille communale de densité à sept niveaux définie par l'Insee en 2022.
Elle est située hors unité urbaine. Par ailleurs la commune fait partie de l'aire d'attraction de Rouen, dont elle est une commune de la couronne,. Cette aire, qui regroupe 317 communes, est catégorisée dans les aires de 200 000 à moins de 700 000 habitants,.

### Occupation des sols
L'occupation des sols de la commune, telle qu'elle ressort de la base de données européenne d’occupation biophysique des sols Corine Land Cover (CLC), est marquée par l'importance des territoires agricoles (82,3 % en 2018), une proportion sensiblement équivalente à celle de 1990 (82,4 %). La répartition détaillée en 2018 est la suivante : 
terres arables (66,3 %), forêts (14 %), prairies (13,7 %), zones urbanisées (3,7 %), zones agricoles hétérogènes (2,4 %). L'évolution de l’occupation des sols de la commune et de ses infrastructures peut être observée sur les différentes représentations cartographiques du territoire : la carte de Cassini (XVIIIe siècle), la carte d'état-major (1820-1866) et les cartes ou photos aériennes de l'IGN pour la période actuelle (1950 à aujourd'hui).

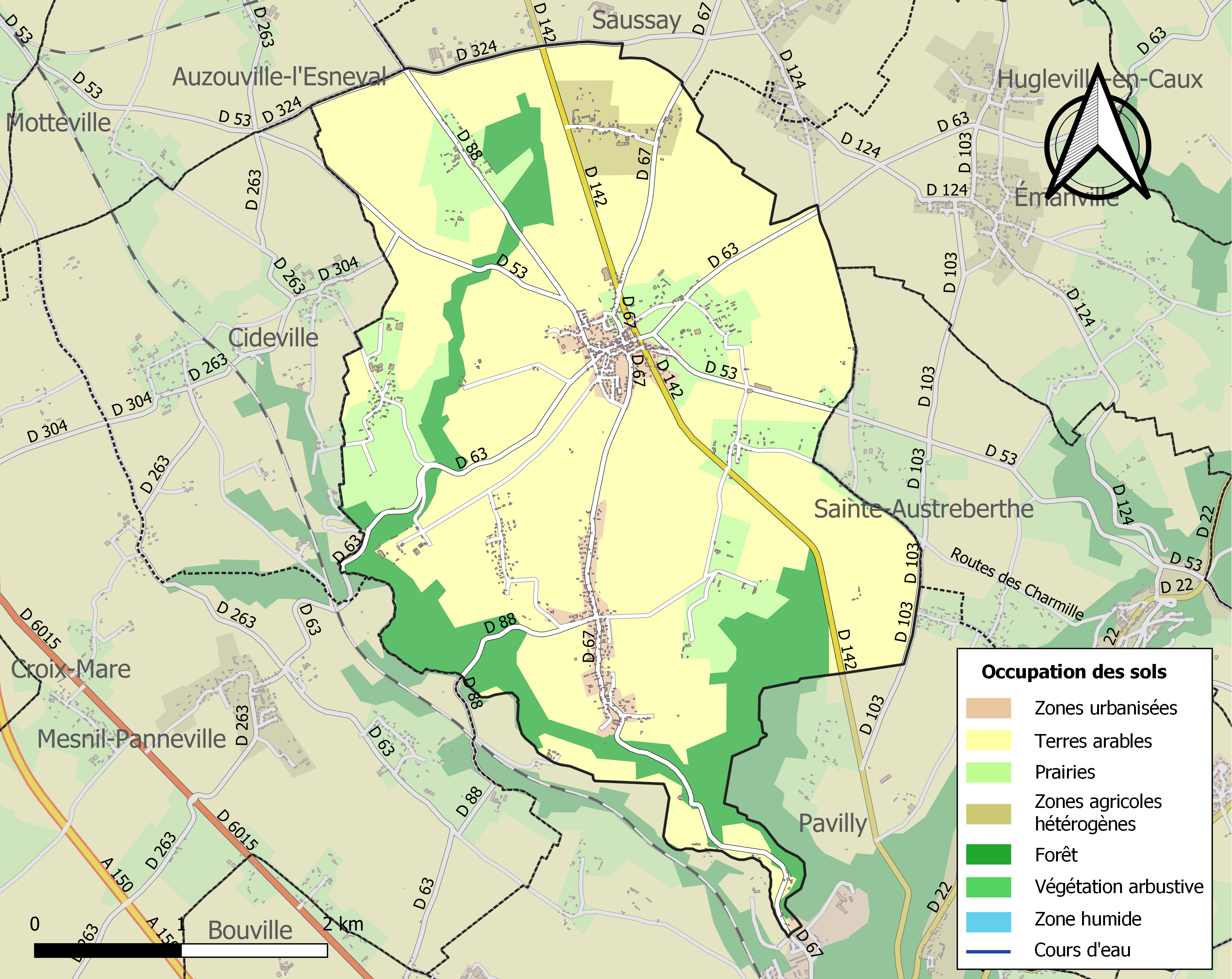
Carte des infrastructures et de l'occupation des sols de la commune en 2018 (CLC).

### Voies de communication et transports
La commune est desservie par la ligne de car régional Nomad 526 qui va de Yerville à Rouen.

## Toponymie
Le nom de la localité est attesté sous les formes Limeisi entre 1030 et 1035, Limesio en 1063.
Le toponyme apparaît comme un composé avec le gaulois limo-, « orme ».

## Histoire
Le nom « Limésy » est repris par Maurice Leblanc, comme un des nombreux pseudonymes d'Arsène Lupin : il en fait le « Baron de Limesy ».
En 1944, présence à Limésy du PC allemand du général commandant la défense des côtes françaises.

## Vie associative et sportive

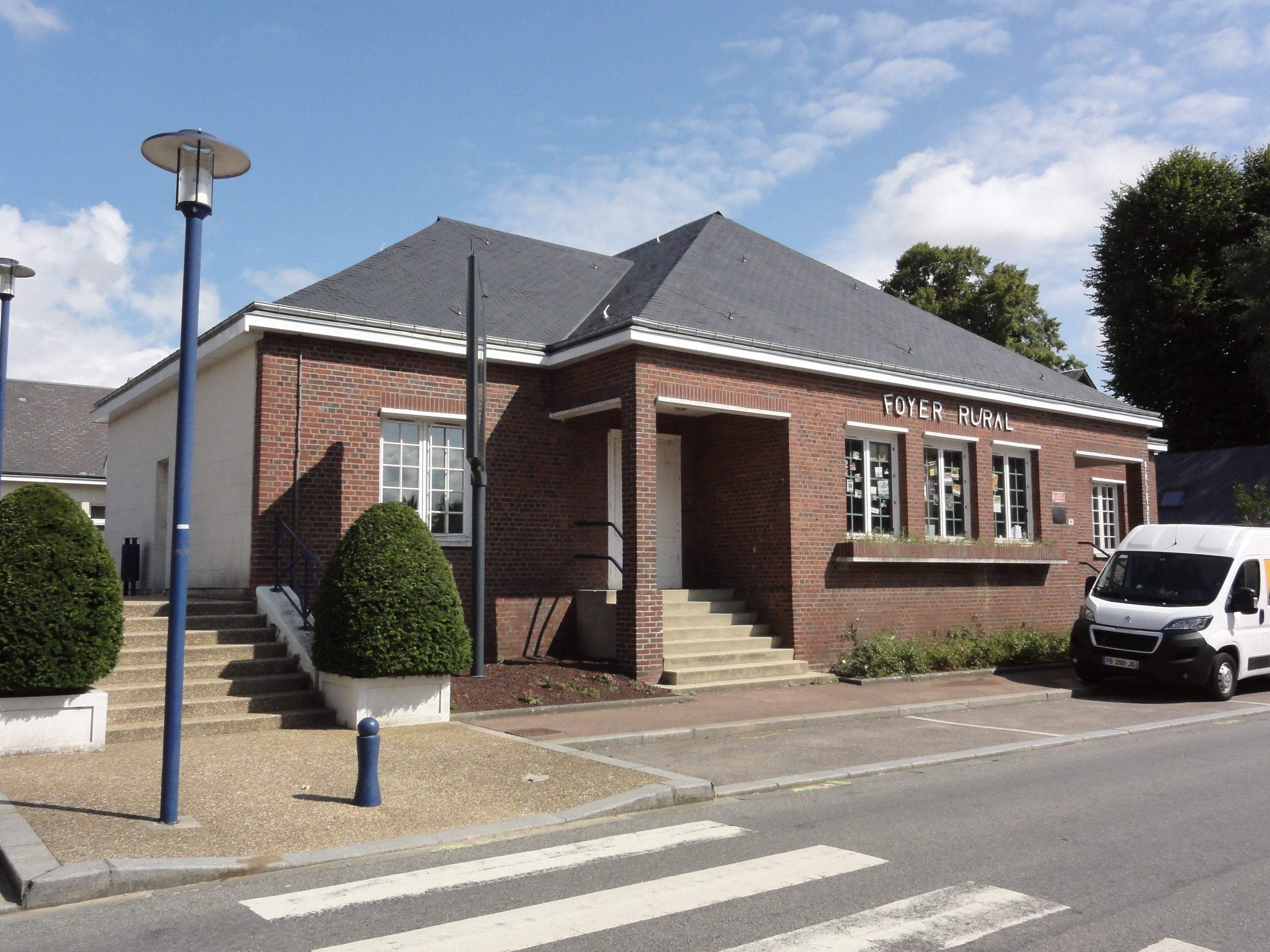
Le foyer rural.

## Politique et administration
| Période                                  | Période                    | Identité                                 | Étiquette | Qualité |
| ---------------------------------------- | -------------------------- | ---------------------------------------- | --------- | --- |
| Les données manquantes sont à compléter. |                            |                                          |           | |
| 1790                                     | 1792                       | Marin Leport                             |           | |
| 1792                                     | 1795                       | Guillaume de la Fenestre                 |           | |
| 1795                                     | 1800                       | Pierre Le Clerc dit Picard               |           | |
| 1800                                     | 1808                       | Jean-Baptiste Amiot                      |           | |
| 1808                                     | 1808                       | Alexandre Le Noble de Bailleul           |           | Maire pendant 3 mois |
| 1808                                     | 1841                       | François Legrelle                        |           | |
| 1841                                     | 1847                       | Laurent Nion                             |           | |
| 1847                                     | 1849                       | François Prosper Legrelle                |           | |
| 1849                                     | 1853                       | Louis-Charles-Alfred Frotier de Bagneux  | Droite    | |
| 1853                                     | 1893                       | Louis François Bourel                    |           | |
| 1893                                     | 1903                       | Edmond Nos                               |           | |
| 1903                                     | 1909                       | Joseph Nos                               |           | |
| 1909                                     | 1923                       | Pierre-Adalbert Frotier de Bagneux       |           | Conseiller d'arrondissement (1884 → ?) Conseiller général de Pavilly (1885 → 1922) Député de la Seine-Inférieure (1911 → 1923) |
| 1923                                     | 1929                       | Bertrand de La Bourdonnaye               |           | |
| 1929                                     | 1973                       | Aldabert Marie-Joseph Frotier de Bagneux |           | |
| 1974                                     | 2008                       | Rémy Delestre                            |           | |
| 2008                                     | 2014                       | Joël Cois                                |           | |
| 2014                                     | En cours (au 10 août 2020) | Jean-François Chemin                     | DVG       | Réélu pour le mandat 2020-2026,                                                                                                |

## Démographie
L'évolution du nombre d'habitants est connue à travers les recensements de la population effectués dans la commune depuis 1793. Pour les communes de moins de 10 000 habitants, une enquête de recensement portant sur toute la population est réalisée tous les cinq ans, les populations de référence des années intermédiaires étant quant à elles estimées par interpolation ou extrapolation. Pour la commune, le premier recensement exhaustif entrant dans le cadre du nouveau dispositif a été réalisé en 2005.

En 2022, la commune comptait 1 521 habitants, en évolution de +1,06 % par rapport à 2016 (Seine-Maritime : +0,35 %, France hors Mayotte : +2,11 %).
| 1793  | 1800  | 1806  | 1821  | 1831  | 1836  | 1841  | 1846  | 1851  |
| ----- | ----- | ----- | ----- | ----- | ----- | ----- | ----- | ----- |
| 1 473 | 1 405 | 1 445 | 1 341 | 1 410 | 1 447 | 1 429 | 1 442 | 1 420 |

| 1856  | 1861  | 1866  | 1872  | 1876  | 1881  | 1886  | 1891  | 1896  |
| ----- | ----- | ----- | ----- | ----- | ----- | ----- | ----- | ----- |
| 1 348 | 1 317 | 1 342 | 1 295 | 1 213 | 1 171 | 1 156 | 1 163 | 1 156 |

| 1901  | 1906  | 1911  | 1921  | 1926  | 1931  | 1936  | 1946 | 1954  |
| ----- | ----- | ----- | ----- | ----- | ----- | ----- | ---- | ----- |
| 1 168 | 1 183 | 1 128 | 1 126 | 1 092 | 1 038 | 1 060 | 945  | 1 001 |

| 1962  | 1968  | 1975  | 1982  | 1990  | 1999  | 2005  | 2006  | 2010  |
| ----- | ----- | ----- | ----- | ----- | ----- | ----- | ----- | ----- |
| 1 128 | 1 043 | 1 093 | 1 221 | 1 199 | 1 306 | 1 326 | 1 330 | 1 434 |

| 2015  | 2020  | 2022  | - | - | - | - | - | - |
| ----- | ----- | ----- | - | - | - | - | - | - |
| 1 486 | 1 483 | 1 521 | - | - | - | - | - | - |

## Culture locale et patrimoine

### Lieux et monuments

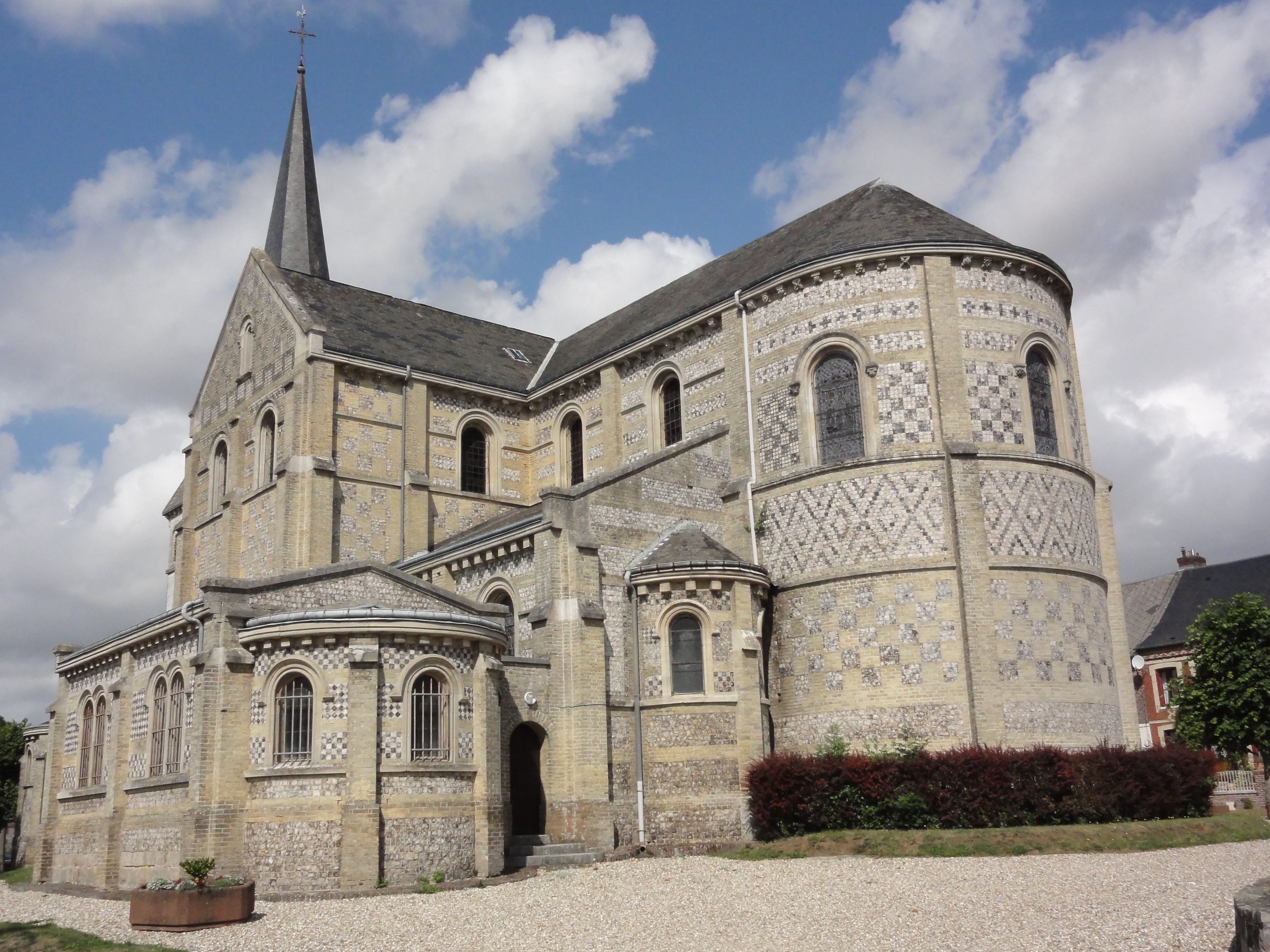
Église Saint-Martin.

- Mairie[23]
- Église Saint-Martin[24]
- Manoir à Grand-Brunville[25]
- Château à Etennemare[26]
- Le château blanc[27]
- Château de Bagneux à Frontebosc[28]

### Personnalités liées à la commune

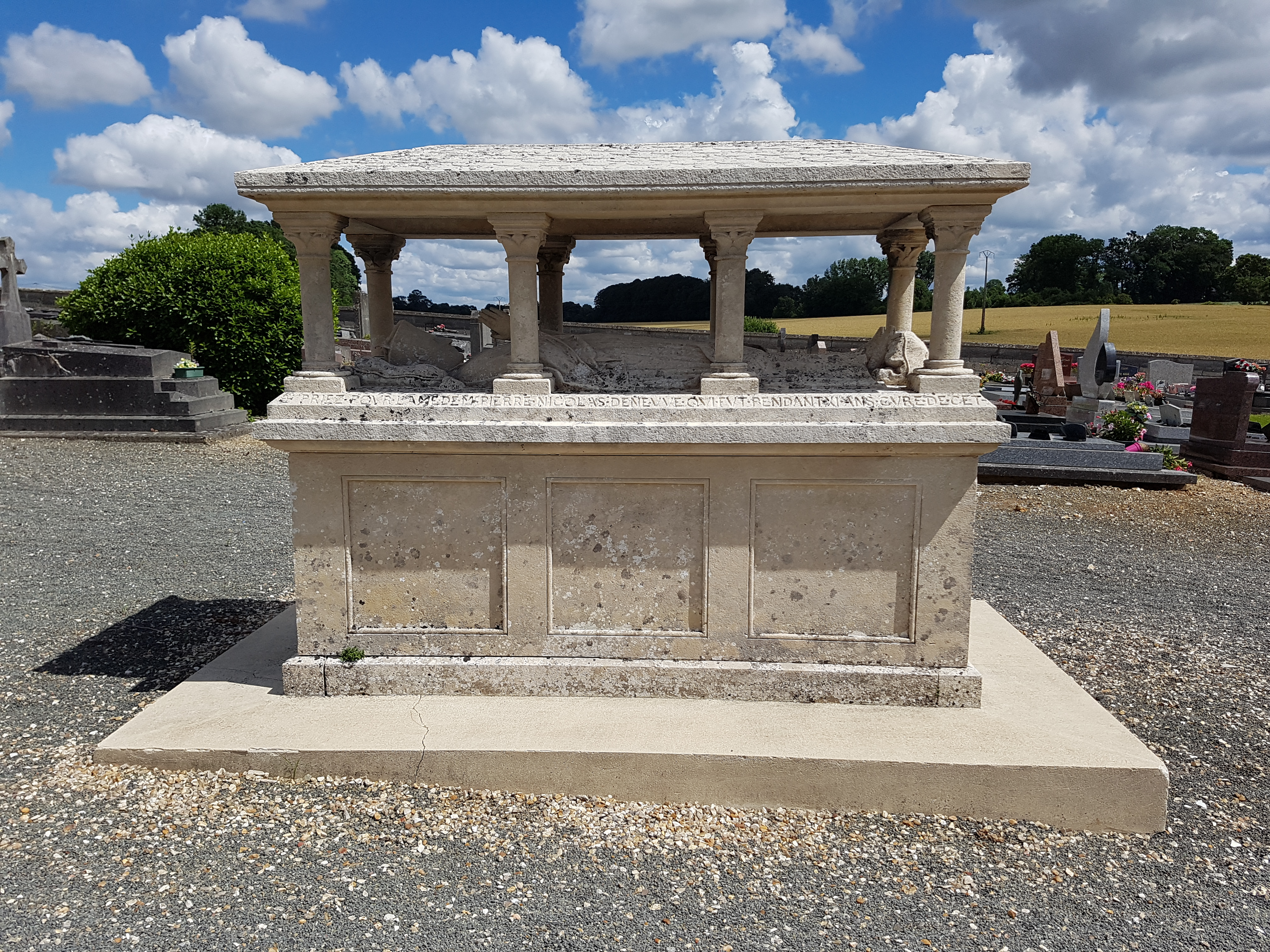
Tombeau de Pierre Nicolas Deneuve.

- Georges Anquetil (1888-1945), avocat, patron de presse et éditeur, y est né.
- Pierre Nicolas Deneuve[Qui ?], curé de Limésy puis de Sotteville-les-Rouen, enterré à Limésy.
- Albert Malet (peintre)